# Museo municipal de Plencia
El Museo de Plencia es un museo ubicado en el casco antiguo de Plencia en el País Vasco. El museo se encuentra en el Torreón, un edificio del siglo XIX. En enero de 1999, la Fundación Plasentia de Butron abrió el museo con el objetivo de mostrar y recuperar elementos de la historia de Plencia y su región y su relación con el mar. 

## Edificio
El museo está ubicado en el antiguo edificio del ayuntamiento. De hecho, este edificio es un tipo de casa torre. En el exterior tiene dos escudos de armas, uno de la ciudad y el otro de los Reyes Católicos. En la parte superior de la puerta, sin embargo, hay una inscripción de 1562 que se refiere a un donante llamado Martín Pérez de Placencia. Después de la construcción del actual ayuntamiento, en 1922 se convertirá en un tribunal local y regional.

## Colección
Una gran parte de la colección está relacionada con el mundo marino. De esta forma el museo exhibe modelos de barcos de diferentes épocas, galeones de los siglos XVI y XVII, una fragata, una goleta, un bergantín y un clíper del siglo XIX, y un ferry y petroleros del siglo XX. En el segundo piso se exponen diferentes herramientas de navegación, como binoculares, octantes, sextantes, planisferios, cuadernos de bitácora y compases, entre otros. La colección de documentación marítima se compone del patrimonio circundante: cartas de navegación, de carácter comercial, diarios marítimos, rutas marítimas, citas de pilotos, fotografías de barcos, astronomía y tratados de navegación.